# 模様
模様（もよう）とは、ものの表面に自然に発生する、または人工的に表された図、絵、形などのこと。また、なりそうな様子やそのような状況、という意味で慣用句として用いることもある。一例として、空模様（気象）などがある。
類義語に紋様（もんよう）と文様（もんよう）がある。紋様は平面上に広がった模様のことを特に示す語でたとえば海岸や砂丘に風や波によって描かれた模様を「砂紋」という。文様は人工的に表された模様のことを特に示す語で、例えば土器に縄を使ってつけた模様を「縄文」という。また文様のうち、いくつかの線を斜めに交わせることによって表され模様のことを特に綾・文（あや）という。

## 概要
自然（天候や人間以外の動植物によるものを含む）に作られた模様と、人工的に作られた模様がある。
自然に作られた模様としては、例えば、指紋や旋毛（つむじ）、警告色のように動物の体表に表れるもの、砂紋（人工的なものもある）、地層、植物に見られる葉脈や年輪などがある。人工的なものでは、刺青や衣服、実用品、建築などに施され、塗布、彫り付ける、焼き付ける、刷り付ける、織り込むなどにより描き出される。

## 文様

### 歴史
地域を問わず、古代より土器や服飾、建築装飾や実用品に至るまで施された。人工的な模様は、警告や注意のため、装飾の目的のため、また、魔除けの意味を持たせることがある。
最も古い時代に描かれたのは幾何学文様や渦巻、格子などだったが、やがて身の回りにいる動物や植物が取り入れられるようになった。例えば古代エジプトではワニやカバ、パピルスやロータスがモチーフとなった装飾文様が見られる。動物崇拝が盛んだったメソポタミアでは、グリフィンのような神格化された有翼動物がモチーフとされた。また、古代ギリシアに伝わり伝統的なモチーフとなったパルメット文様やロゼット文様も見られる。
古代ローマ以来、ヨーロッパの文様は周辺地域の影響を受けて発達した。ローマ人に征服されたケルト文化では巴形の渦巻文や組紐文（ギローシュ）(en)が発達しており、後のキリスト教美術に影響を与えた。また、サーサーン朝ペルシアなど、イラン高原の王朝で発達した花喰鳥、連珠文、樹下動物、双獣文、有翼獣、狩猟文などの様式がシルクロードを経て東西へ伝播した。ペルシアの文様は7世紀のウマイヤ朝、アッバース朝と続くイスラム文化圏の形成に受け継がれた。イスラム教では偶像崇拝が禁止されたが、アラベスクや装飾文字、幾何学文様がめざましく発達し、スペインやイタリアを経由してヨーロッパの文様に影響を与えた。
中国の新石器時代の土器には、魚や人面を描いて魔除けとした例があり、日本の古墳時代では赤い三角形や菱形を規則的に並べた模様を身に着けたと考えられており、規則的に並べた赤い三角文を付けた「冠を被る男子埴輪」が福島県から出土している。北海道のアイヌ民族は江戸時代後期までアイヌ文様を衣装に用い続けた。
現代でも、案内や警告、注意を促す道路標示などの標示、服のデザイン、書籍等の表紙、製品の表装、建物・乗り物・機器等の表面などに使われている。

### 種類
文様は、次のように大別される。
- 抽象文様 -- 菱、巴、格子など
- 動物文様 --  胡蝶、獅子、カブトムシ、鷹など
- 植物文様 -- パピルス、松竹梅、忍冬唐草、宝相華文など
- 自然現象文様 -- 太陽、月、青海波、洲浜など
- 人造物文様 -- 扇、片輪車など
- 文字文様 -- 和歌、吉祥文様など
- 情景文様 -- 花見、南蛮人、源氏物語など

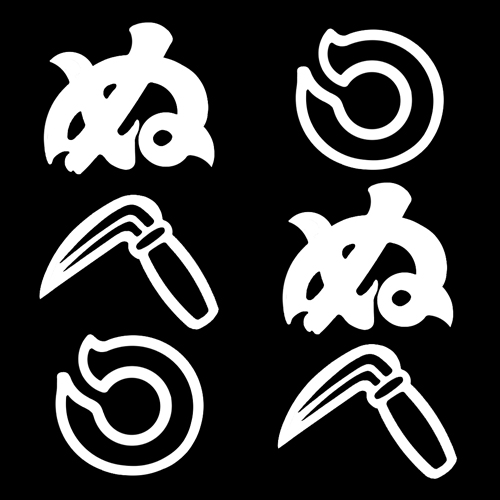
鎌輪ぬ
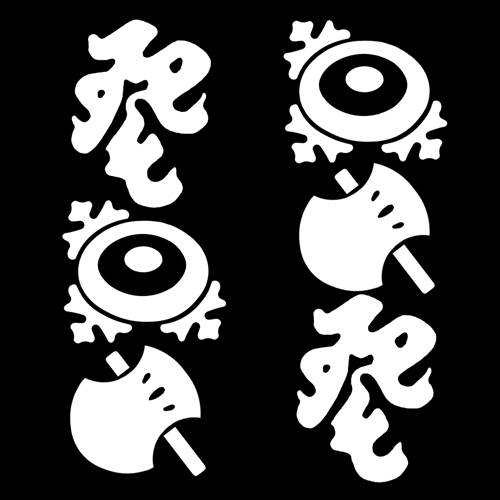
斧琴菊
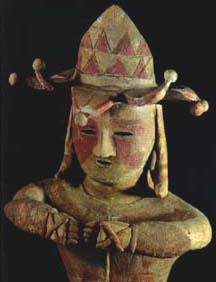
三角文を付けた日本の埴輪（「冠を被る男子埴輪」6世紀ごろ。福島県
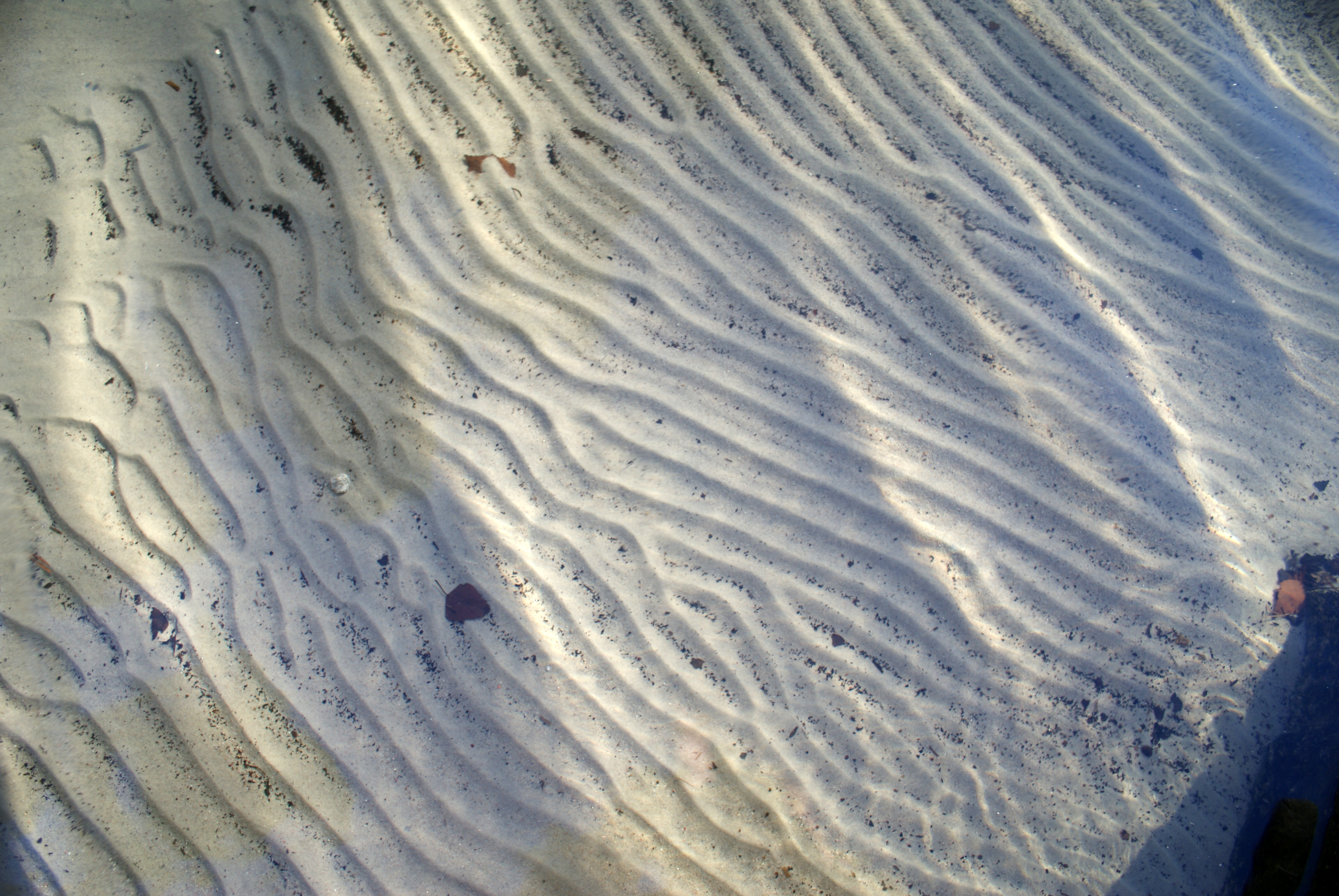
自然界の砂の紋様
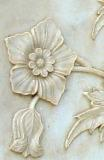
タージ・マハルで使われている植物型の文様
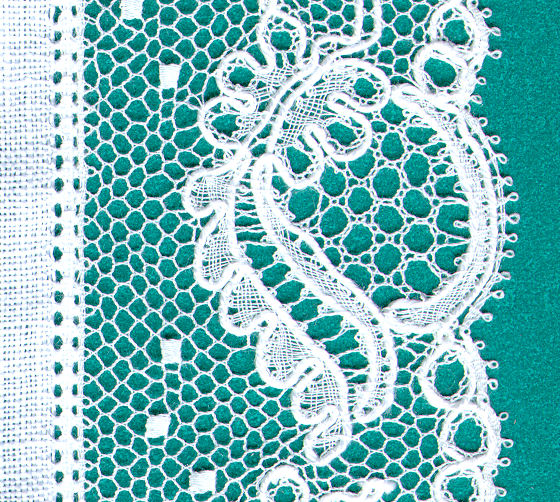
インドのレース文様
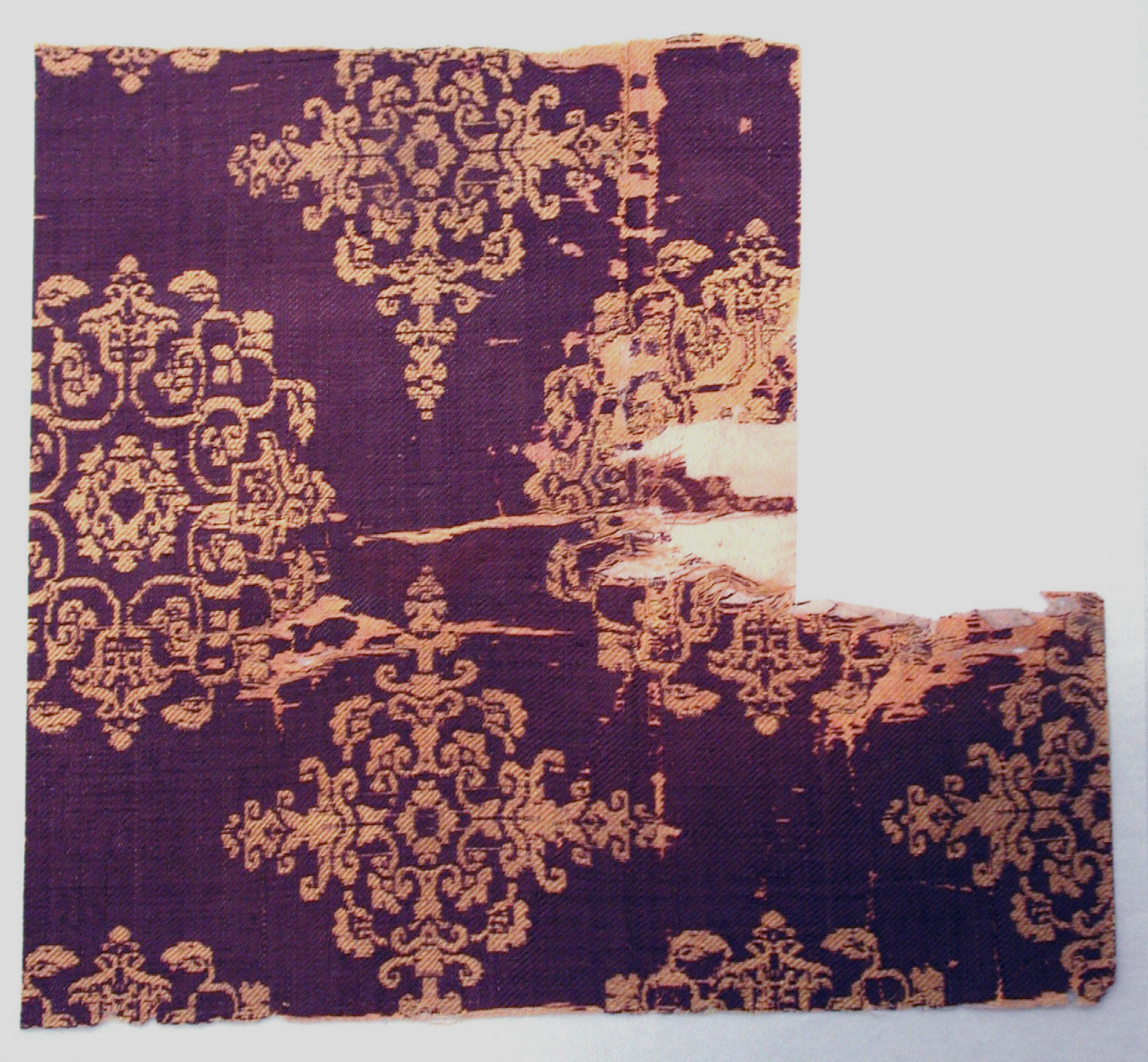
中国唐王朝の直線団花文様
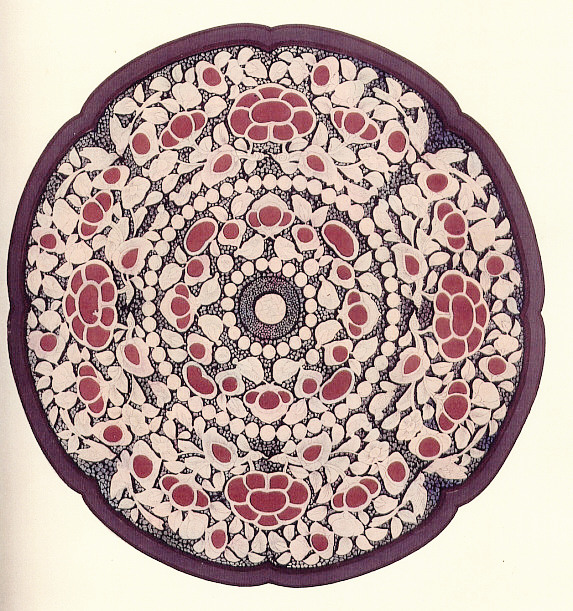
中国唐王朝の紅宝石文様
日本の高円宮の家紋
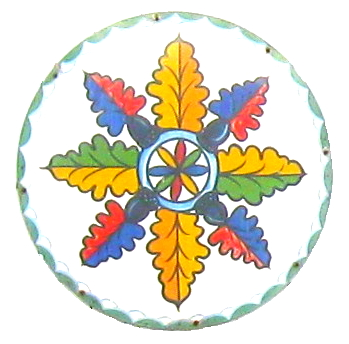
アフリカの車輪文様

図案は様々で、ある種の規則性がある模様もあり、規則性が全く見られない模様もある。千花模様のように、絵といってもいいような模様がある一方で、七宝文や「蛇の目」のように、幾何学的な模様もある。
連続したものから、絵画のように描かれたものまであり市松模様（石畳・チェック）や縞模様（しま・ストライプ）、格子のように同じ形態が繰り返し用いられることが多いが、それに限らず、植物や動物、風景などを図案化した模様もある。和柄では縁起のいい模様を吉祥文様と呼ぶ。
文字であっても、図案化・装飾化されていたり、繰り返し用いられている場合には文様と呼ぶ。日本では、武士や歌舞伎役者などが用いた家紋や「役者文様」に多く、「鎌輪ぬ（かまわぬ）」や「斧琴菊（よきこときく）」のように文字と図を並べた模様や「吉祥文字崩し」のように文字を分解して散りばめた文様などがある。また、文字としてではなく絵の一部として文字を組み込んだ「葦手絵（あしでえ）」という模様も用いられ、和歌や物事を関連する絵柄に組み込んだ。家紋では、石田三成などが用いた「大吉大一大万（だいきちだいいちだいまん）」や島津氏などが用いた「十文字（じゅうもんじ）」などがある。